# Hans Schmolke
Hans Schmolke (* 16. Dezember 1930; † 14. Oktober 1999) war ein deutscher Fußballspieler. Der Abwehrspieler bestritt für die SpVgg Fürth und die TSG Ulm 1846 zwischen 1954 und 1961 insgesamt 94 Spiele in der Oberliga Süd, der seinerzeitigen höchsten Spielklasse, und blieb dabei ohne eigenen Torerfolg.

## Sportlicher Werdegang
Der aus Oberbayern stammende Schmolke wechselte 1954 vom SV Marzling zur SpVgg Fürth. Hatte der Klub Anfang des Jahrzehnts noch als Teilnehmer an den Endrunden um den deutschen Meistertitel gespielt, rutschte der Klub zwischenzeitlich in den Abstiegskampf ab. Dabei kam Schmolke nur unregelmäßig zum Einsatz, sein 20 Oberligaspiele in der Spielzeit 1955/56 bedeuten persönlichen Bestwert. 1960 wechselte er nach 66 Ligaspielen innerhalb der Meisterschaft zum Ligakonkurrenten TSG Ulm 1846, der in der Spielzeit 1959/60 nur aufgrund des besseren Torquotienten gegenüber dem punktgleichen Viktoria Aschaffenburg den Klassenerhalt geschafft hatte. Dort war er mit 28 Ligaeinsätzen direkt Stammspieler, die Mannschaft verpasste aber mit einem Punkt Rückstand auf Aufsteiger Waldhof Mannheim und den 1. FC Schweinfurt 05 den Klassenerhalt. In der Zweitligaspielzeit 1961/62 schaffte er mit dem Klub als Tabellenzweiter der II. Division Süd hinter dem KSV Hessen Kassel den direkten Wiederaufstieg. Anschließend verließ er den Klub jedoch mit unbekanntem Ziel. 